# Czerników (województwo zachodniopomorskie)

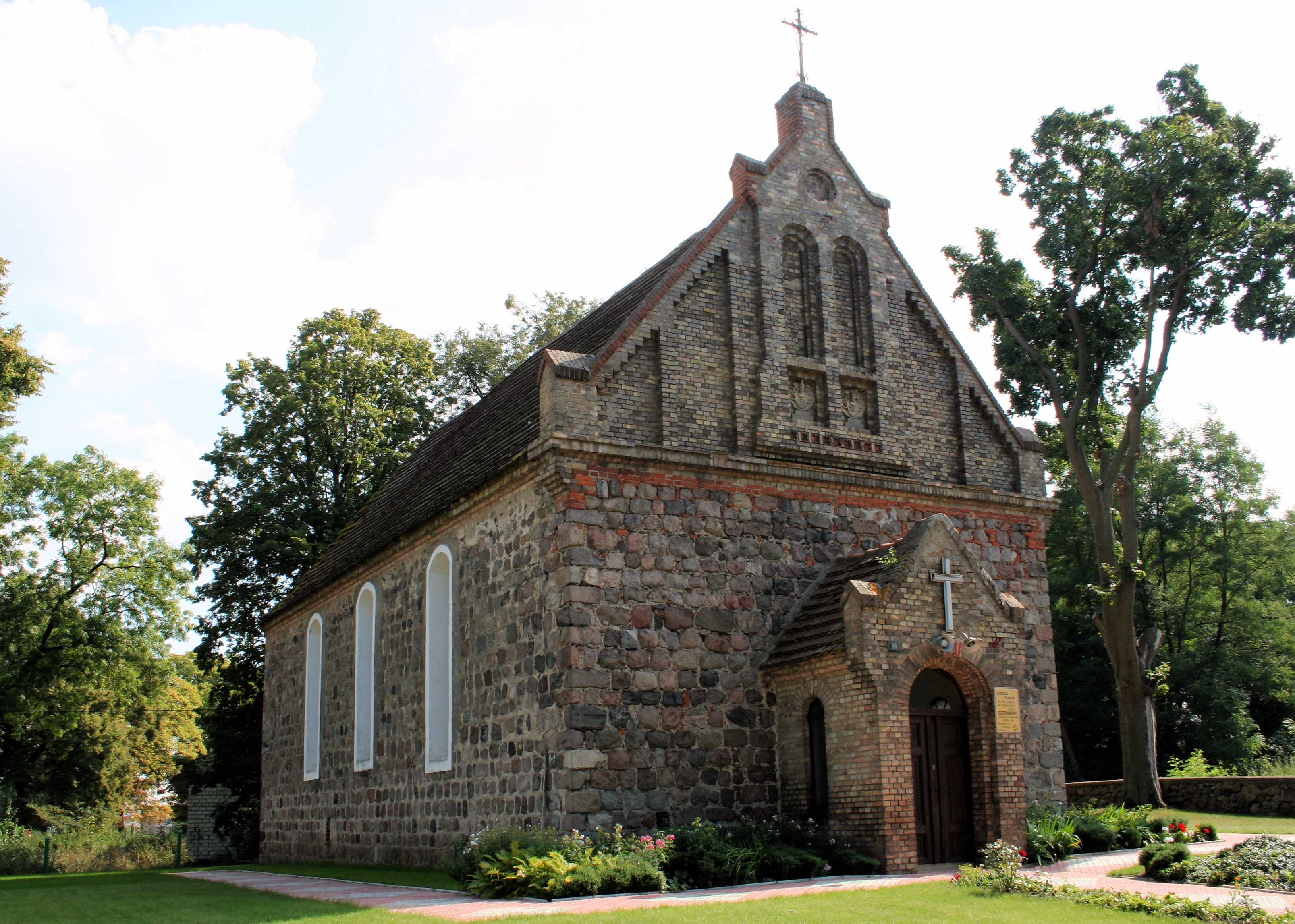
Romański kościół z drug. poł. XIII w.

Czerników (niem. Zernickow, Zernikow) – osada w Polsce położona w województwie zachodniopomorskim, w powiecie myśliborskim, w gminie Myślibórz. Według danych z 2005 r. miejscowość liczyła 303 mieszkańców.
Wieś znajdowała się od ok. 1250 r. na terytorium powstałej Nowej Marchii, pierwsza wzmianka pochodzi z 1337 r. Przez wieki była własnością rodu von Strauss, następnie XVIII-XX w. należała do rodów von der Marwitz, von Wedel i von Oelsen. Od 1945 r. leży w granicach Polski.
W miejscowości znajduje się kościół z ciosów granitowych z 2 połowy XIII w., bez chóru i wieży, przebudowany częściowo w końcu XIX w. oraz barokowy pałac wybudowany w 1850 r.

## Położenie
Osada położona jest 7 km na zachód od Myśliborza, na wschodnim brzegu Jeziora Czernikowskiego. Wokół znajdują się prawie bezleśne tereny.
Zgodnie z podziałem fizycznogeograficznym Polski według Kondrackiego teren na którym położony jest Czerników należy do prowincji Nizina Środkowoeuropejska, podprowincji Pojezierza Południowobałtyckiego, makroregionu Pojezierze Południowopomorskie oraz w końcowej klasyfikacji do mezoregionu Pojezierze Myśliborskie.

## Toponimia
Nazwa miejscowości pochodzi prawdopodobnie od nazwy osobowej Czernik, z sufiksem -ów. Została ona następnie zgermanizowana jako Zernikow.
Nazwa na przestrzeni wieków: Czernikow 1337; Cernikow 1608; Zernikow 1883.

## Zabytki
- Barokowy pałac z połowy XIX w.
- Park przypałacowy ze starodrzewiem określanym na 40-160 lat, z którego najciekawsze są dąb "Dobromir" o obwodzie pnia 480 cm oraz buk pospolity o obwodzie pnia 410 cm.
- Kościół z ciosów granitowych z 2 połowy XIII w., bez chóru i wieży, przebudowany częściowo w końcu XIX w.

## Historia
- druga poł. XIII w. - zbudowano granitowy kościół
- 1337 – wzmianka w księdze ziemskiej margrabiego brandenburskiego Ludwika Starszego pod nazwą Czernikow, w ziemi golenickiej: Czernikow XXXII, dos III, Hasso de Ilstedt pro duobus seruiciis XII manos, pactus V solidos – wieś liczy 32 łany (mansos), wolne od ciężarów podatkowych są 3 łany parafialne (dos), lennikiem zobowiązanym do służby konnej jest Hasso de Ilstedt posiadający 12 łanów, pakt (pactus) płacony rycerstwu przez chłopów wynosi 5 szylingów (solidos)[6].
- 1492 - list lenny elektora Jana dla nowomarchijskiego rodu von Strauss: Bernd, Claus, Hans i jego syn Hans z Wojcieszyc, Claus i Kurt z Krajnika, Jakub, Claus i Piotr z Różanek, otrzymują do wspólnej ręki potwierdzenie Wojcieszyc z młynem, łęgiem, lasem, Różanki, pół Janczewa, Lubno, 14 łanów w niezidentyfikowanym "Bridow" (być może koło Gorzowa), opuszczone wsie Pniów, Damerow, całe Nawrocko, ¼ miasteczka Santok z chyżą, połowę Czernikowa, Krajnik Górny, "Czaden" (Zatoń Dolna), opuszczoną wieś "Krzymów" (Kromow) i część Krzymowa (Hanseberg)[7].
- 1572, 1588 - w rejestrach łanowych lenników sporządzonych w Nowej Marchii wymienieni są: Daniel von Strauss wraz z bratem Idzim (Egidius) posiadają 6 łanów w Czernikowie, Wawrzyniec von Strauss 3 łany w Czernikowie, gdzie zamieszkiwał w 1588 r.[8]
- 1 poł. XVII w. - pożar kościoła i odbudowa
- 1644 - w rejestrze lenników "Wielkiego Elektora" wymienieni są czterej członkowie rodu von Strauss, z Wojcieszyc, Krajnika Górnego i Czernikowa[9].
- 1706 - Ernst Ludwig von der Marwitz nabywa prawa do Czernikowa po zmarłym Friedrichu von Strauss[10]
- Po 1714 - powstaje Damerow ("Dąbrowy"), przysiółek Czernikowa. Dawna wieś o tej nazwie była wymieniona w księdze ziemskiej margrabiego brandenburskiego Ludwika Starszego w 1337 r.[11]
- 1802 - majątek Czerników, razem z Pniowem i Damerow, nabywa, od Friedrich Ludwiga von der Marwitz, Lupold Christoph von Wedel z Krępcewa

| Niemiecka nazwa        | Obiekt                      | Położenie       | Polska nazwa           | Ludność ok. 1820 r. | Ludność w 1852 r. |
| ---------------------- | --------------------------- | --------------- | ---------------------- | ------------------- | ----------------- |
| Carlsfelde, Karlsfelde | kolonia, (niem. Erbzinsgut) | 1,5 km na wsch. | Mokrsko [nie istnieje] | 24                  | 27                |
| Damerow (Jarelsberg)   | kolonia, folwark            | 3 km na zach.   | Narok [Ruiny]          | 11                  | 191               |
| Johannishof            | folwark, (niem. Erbzinsgut) |                 | [nie istnieje]         | 7                   | 22                |
| Pinnow                 | folwark                     | 2 km na płd.    | Pniów                  | 21                  | 121               |

- 1850 - wybudowany zostaje pałac przez Friedricha Wilhelma von Wedel (ur. 1819, zm. 1889), właściciela Czernikowa od 1839-1840
- Do 1878 - ludność przysiółka Damerow, po sprzedaniu gospodarstw właścicielom Czernikowa, wyemigrowała do USA[11]
- 1896 - majątek Czerników nabywa rodzina von Oelsen
- Ok. 1914, 1929 - jak właściciel majątku Czerników wymieniany jest baron Peter von Oelsen
- 18.09.1945 - rozpoczyna działalność 4-klasowa szkoła powszechna w Golenicach, do której uczęszczają również dzieci z Czernikowa[21]
- 1946/47 - powstaje szkoła w Czernikowie; jej organizację powierzono Stanisławowi Michoniowi[21]
- 1953-1979 - w pałacu funkcjonuje 2-letnia Zasadnicza Szkoła Ogrodnicza, prowadzona przez Oddział Oświaty Rolniczej Wojewódzkiej Rady Narodowej w Szczecinie. Funkcjonowała przy niej 1-roczna Szkoła Hodowlana dla Pracowników PGR, prowadzona przez Ośrodek Szkolenia Pracowników PGR[21]
- 1973 - utworzono Zbiorczą Szkołę Gminną w Golenicach, której podlegała szkoła filialna w Czernikowie[21]
- 1975-1998 – miejscowość należy administracyjnie do województwa szczecińskiego

| Właściciel                | Lata             |
| ------------------------- | ---------------- |
| Hasso de Ilstedt 12 łanów | 1337             |
| von Strauss               | przed? 1492-1706 |
| von der Marwitz           | 1706-1802        |
| von Wedel                 | 1802-1896        |
| von Oelsen                | 1896-1945?       |

## Organizacje i instytucje
- Sołectwo Czerników – w skład sołectwa wchodzą Czerników i Pniów.